# 디즈니+
디즈니+(영어: Disney+)는 월트 디즈니 컴퍼니의 디즈니 엔터테인먼트 부서가 운영하는 구독형 OTT 서비스다. 2019년 11월 12일 미국과 캐나다, 네덜란드에서 정식 출시되었다. 디즈니+의 오리지널 작품과 월트 디즈니 스튜디오와 월트 디즈니 텔레비전, 픽사, 스타워즈, 내셔널 지오그래픽, 20세기 스튜디오, 스타 작품을 배급 및 공개했다. 2021년 11월 17일 기준 전 세계 중 58개국에서 서비스가 제공되고 있다.

## 역사
15년 디즈니는 영국에서 스트리밍 시장을 테스트하기 위해 디즈니라이프라는 스트리밍 서비스를 시작했다. 그리고 20년 3월 24일에 디즈니+로 변경되었다. 17년 12월, 디즈니는 21세기 폭스로부터 주요 엔터테인먼트 자산을 인수하겠다는 의사를 밝혔다. 스트리밍 제품에 대한 디즈니의 콘텐츠를 강화하기 위한 의도로, 2019년 3월 20일에 인수되었다. 18년 11월 8일, 디즈니 CEO 밥 아이거(Bob Iger)는 디즈니+ 서비스를 출시와,19년 말에 출시를 목표로 하고 있다고 발표했다. 19년 4월 11일, 디즈니는 디즈니+가 19년 11월 12일 미국에서 출시될 것이라고 발표했고, 디즈니는 19년 말과 20년 초까지 서유럽과 아시아 태평양 국가, 20년 동유럽과 라틴 아메리카를 대상으로 향후 2년간 전 세계에 서비스를 출시할 계획이라고 밝혔다. 19년 9월 12일, 디즈니 +의 평가판이 네덜란드에서 제공되었으며 제한된 콘텐츠를 사용할 수 있게 했다. 그 후, 19년 11월 12일 태평양 표준시 자정에 발표된 첫 세 개(미국, 캐나다, 네덜란드)의 출시 국가에서 출시되었다. 20년 10월 12일, 디즈니는 스트리밍에 더 중점을 둔 디즈니 +와 다른 스트리밍 플랫폼 (예 : 훌루)에 더 많은 콘텐츠를 추가 할 계획의 미디어 사업 개편을 발표했다. 22년 3월 4일 디즈니는 미국에서 22년 말까지 저비용 광고 지원 버전의 스탠다드를 출시 할 계획이며 23년에는 다른 국제 영토로 확대 될 것이라고 발표했다.

## 기능
디즈니+는 쉐어플레이와 제한된 아이맥스 기능을 제공한다. 디즈니+에서 권장하는 인터넷 속도는 HD 콘텐츠는 5.0Mbps, 4K UHD 콘텐츠는 25.0Mbps이다. 일부 지역의 경우 타 회사의 콘텐츠를 제공하는 Stars를 지원하는데, 이는 ABC, FX, Freeform, 20세기 스튜디오와 서치라이트 픽처스 등의 기존 디즈니+의 프랜차이즈가 아닌 콘텐츠들을 제공하는 스트리밍 서비스이다.
쉐어플레이는 최대 32명의 참여자가 함께 콘텐츠를 시청할 수 있는 서비스로, 페이스타임 참여자들은 각자 선호하는 언어로 오디오와 자막을 자유롭게 선택할 수 있다. 아이폰이나 아이패드의 경우 큰 크기의 화면을 지원하며 친구 및 가족과 페이스타임 통화가 가능하고 애플 TV로 동기화된 콘텐츠를 시청할 수 있다.
일부 콘텐츠의 경우 화면, 음향, 스케일 등을 조정하여 강력한 명암비와 선명한 색상 그리고 실제적인 소리등을 첨가하여 사실감 있는 영상을 제공한다.

## 공개

운영 중
공개 확정
제3자를 통해 공개

| 공개일           | 국가/지역            | 파트너                                                  |
| ---------------- | -------------------- | ------------------------------------------------------- |
| 2019년 11월 12일 | 캐나다               |                                                         |
| 2019년 11월 12일 | 네덜란드             |                                                         |
| 2019년 11월 12일 | 미국                 |                                                         |
| 2019년 11월 19일 | 오스트레일리아       |                                                         |
| 2019년 11월 19일 | 뉴질랜드             |                                                         |
| 2019년 11월 19일 | 푸에르토리코         |                                                         |
| 2020년 3월 24일  | 오스트리아           |                                                         |
| 2020년 3월 24일  | 독일                 | 도이체 텔레콤                                           |
| 2020년 3월 24일  | 아일랜드             | 스카이 아일랜드                                         |
| 2020년 3월 24일  | 이탈리아             | 팀비전                                                  |
| 2020년 3월 24일  | 스페인               | 무비스타+                                               |
| 2020년 3월 24일  | 스위스               |                                                         |
| 2020년 3월 24일  | 영국                 | 스카이 UK O2                                            |
| 2020년 4월 2일   | 채널 제도            |                                                         |
| 2020년 4월 2일   | 맨섬                 |                                                         |
| 2020년 4월 3일   | 인도                 | 핫스타                                                  |
| 2020년 4월 7일   | 프랑스               | 카날 플뤼스                                             |
| 2020년 4월 30일  | 모나코               |                                                         |
| 2020년 4월 30일  | 왈리스 푸투나        | 카날 플뤼스                                             |
| 2020년 4월 30일  | 누벨칼레도니         | 카날 플뤼스                                             |
| 2020년 4월 30일  | 프랑스령 서인도 제도 | 카날 플뤼스                                             |
| 2020년 4월 30일  | 프랑스령 기아나      | 카날 플뤼스                                             |
| 2020년 6월 11일  | 일본                 | NTT 도코모                                              |
| 2020년 9월 5일   | 인도네시아           | - 핫스타 - 텔콤셀                                       |
| 2020년 9월 15일  | 벨기에               |                                                         |
| 2020년 9월 15일  | 덴마크               |                                                         |
| 2020년 9월 15일  | 핀란드               |                                                         |
| 2020년 9월 15일  | 아이슬란드           |                                                         |
| 2020년 9월 15일  | 룩셈부르크           |                                                         |
| 2020년 9월 15일  | 노르웨이             |                                                         |
| 2020년 9월 15일  | 포르투갈             |                                                         |
| 2020년 9월 15일  | 스웨덴               |                                                         |
| 2020년 10월 2일  | 레위니옹             | 카날 플뤼스                                             |
| 2020년 10월 2일  | 마요트               | 카날 플뤼스                                             |
| 2020년 10월 2일  | 모리셔스             | 카날 플뤼스                                             |
| 2020년 11월 17일 | 아르헨티나           |                                                         |
| 2020년 11월 17일 | 볼리비아             |                                                         |
| 2020년 11월 17일 | 브라질               | 글로보플레이, 브라데스쿠, 넥스트, 메르카도 리브르, 비보 |
| 2020년 11월 17일 | 카리브               |                                                         |
| 2020년 11월 17일 | 칠레                 |                                                         |
| 2020년 11월 17일 | 콜롬비아             |                                                         |
| 2020년 11월 17일 | 코스타리카           |                                                         |
| 2020년 11월 17일 | 에콰도르             |                                                         |
| 2020년 11월 17일 | 엘살바도르           |                                                         |
| 2020년 11월 17일 | 과테말라             |                                                         |
| 2020년 11월 17일 | 온두라스             |                                                         |
| 2020년 11월 17일 | 멕시코               | 텔레비사                                                |
| 2020년 11월 17일 | 니카라과             |                                                         |
| 2020년 11월 17일 | 파나마               |                                                         |
| 2020년 11월 17일 | 파라과이             |                                                         |
| 2020년 11월 17일 | 페루                 |                                                         |
| 2020년 11월 17일 | 우루과이             |                                                         |
| 2021년 2월 23일  | 싱가포르             |                                                         |
| 2021년 11월 12일 | 대한민국             | LG유플러스, LG헬로비전, KT                              |
| 2021년 11월 12일 | 중화민국             |                                                         |
| 2021년 11월 16일 | 홍콩                 |                                                         |
| 2022년 5월 18일  | 남아프리카 공화국    |                                                         |
| 2022년 6월 8일   |                      |                                                         |
| 바레인           |                      |                                                         |
| 쿠웨이트         |                      |                                                         |
| 오만             |                      |                                                         |
| 카타르           |                      |                                                         |
| 사우디아라비아   |                      |                                                         |
| 아랍에미리트     |                      |                                                         |
| 예멘             |                      |                                                         |